# Transformers (série animada)
Encomendada pela empresa americana Hasbro para divulgar sua nova linha de brinquedos, o desenho Transformers foi lançado em 1984,, roteirizado pelos norte-americanos e animado pela japonesa Toei Animation.
O desenho conta a história do grupo rebelde, Decepticon contra os Autobots, liderados por Optimus Prime que após fugirem de seu planeta natal Cybertron, caíram na Terra há milhões de anos, despertando somente em 1984. 